# Московский театр поэтов
Моско́вский теа́тр поэ́тов — творческое объединение поэтов под руководством Заслуженного деятеля искусств Российской Федерации Владислава Маленко, основанное в 2014 году. Театр располагается в Есенин-центре, пер. Чернышевского. Труппа участвует в организации городских акций, постановке поэтических представлений и спектаклей.

## История

### Предыстория
«Идея в том, чтобы собрать молодых поэтов и художников в одном месте, познакомить их с хорошими артистами и под творческим взором режиссёра делать поэтические представления вместе с музыкантами и мастерами видеоарта. Со времён развала СССР в Москве не было такого места, куда поэты могут прийти в любое время, устроить читки и обсудить волнующие их вещи».
В 2012 году в качестве эксперимента режиссёр и ведущий актёр Владислав Маленко на Малой сцене Театра на Таганке попробовал создать объединение поэтов. Художественный совет во главе с его руководителем Валерием Золотухиным одобрил подобные представления, поэтому первое публичное выступление состоялось в октябре того же года. В 2014-м Владиславу, как руководителю коллектива, поручили создание спектакля «Таганский фронт», посвящённого народному артисту России Юрию Любимову и 50-летию Театра на Таганке. Постановкой занимались Владислав Маленко, Алексей Шмелёв и Сергей Летов, музыку написал Юрий Шевчук. Поэтическую пьесу для спектакля создали сами артисты. Участие также принимала большая часть труппы Театра на Таганке. Премьера состоялась 23 апреля 2014 года. Во время работы над «Таганским фронтом» сформировалась идея создания отдельного театра поэтов. Владислав Маленко признавался, что ему хотелось создать новую «Таганку», так как в основе театра Юрия Любимова были поэзия и музыка. Помощь в реализации проекта оказал министр столичного правительства Сергей Капков.

### Становление и развитие
«Для москвичей Театр поэтов станет особым творческим клубом, каких не было со времён развала СССР. Мы хотим привести молодых людей из ресторанов, где звенят вилки, в театр и дать им хорошую площадку для старта».

В 2014 году была организована команда театра: музыкальное сопровождение формировал Сергей Летов, сценографией занимался художник из Санкт-Петербурга Василий Семёнов, Елена Исаева стала ответственной за драматургию, а Анатолий Белый выступил одним из режиссёров. В коллектив вошли авторы: Александр Антипов, Рина Иванова, Рита Саар, Алёна Синица, Александр Скуба, Вениамин Борисов, Юлия Мамочева, Антон Аносов, Иван Козин, Анна Закис, Иван Купреянов, Ольга Гайдук, Сергей Канаев, Ольга Ершова. До 2016 года театр не имел официального статуса и назывался Городским театром поэтов: артисты выступали перед слушателями на различных городских площадках. Первые спектакли были основаны на стихах Веры Полозковой, произведениях Осипа Мандельштама и Саши Чёрного. Также была поставлена драма о войне на Донбассе. 
В прошлом году молодые ребята, поэты и драматурги, ездили в Донбасс и Крым, где общались с простыми жителями. Они привезли много материала, так что мы хотим собрать все записи и сделать документальную пьесу. Театр не собирается быть агитпоездом, и то, что мы делаем, не будет пропагандой. Наша цель заключается в том, чтобы голос «маленького человека» был услышан и чтобы события освещались с разных точек зрения, объективно… Театр не заточен под социальную тематику, но она будет присутствовать, потому что люди, которые этим занимаются, болеют тем, что происходит на Украине.Актёр и режиссёр Анатолий Белый
Долгое время Театр поэтов не имел собственной площадки, директор Гела Романовский планировал подыскать помещение на Арбате с залом на 250 человек и просторным двором у здания для проведения мероприятий под открытым небом. Предполагалась, что труппа получит здание в 2015 году.
С 2014 по 2016 год Департамент культуры города Москвы проводил реорганизацию ряда учреждений и включение их в структуру Центра драматургии и режиссуры. Идея состояла в том, чтобы объединить авторов, которые готовы к экспериментам для создания новых постановок и представлений. В сентябре 2016-го было принято решение о создании Московского театра поэтов в качестве подразделения Центра драматургии и режиссуры. 29 августа 2016 года коллектив получил площадку на 50 мест в подвале дома в Малом Козихинском переулке. По мнению Владислава Маленко, «малюсенькое помещение» идеально подходило, чтобы «делать откровения и показывать новых поэтов». Однако здание в том же году закрыли для проведения капитального ремонта, поэтому временно труппа использует помещение Центра драматургии и режиссуры на Беговой улице. 14 октября 2016 года состоялось торжественное открытие театра на Беговой улице и была показана мистерия «Сколько времени?».
С 2017 года Московский театр поэтов сотрудничает с культурной площадкой «Есенин-центр». В августе 2018-го президент Владимир Путин отметил театр как значимое явление культуры. Ежегодно театр проводит набор поэтов, независимо от их должности и сферы деятельности, в команде присутствуют представители различных профессий: дизайнеры, юристы, стюардесса, инженер и другие.
Режиссёр Владислав Маленко анонсировал постановки с участием шоумена Александра Реввы, актёра Анатолия Белого и поэтессы Веры Полозковой.

## Деятельность театра

### Регулярные фестивали

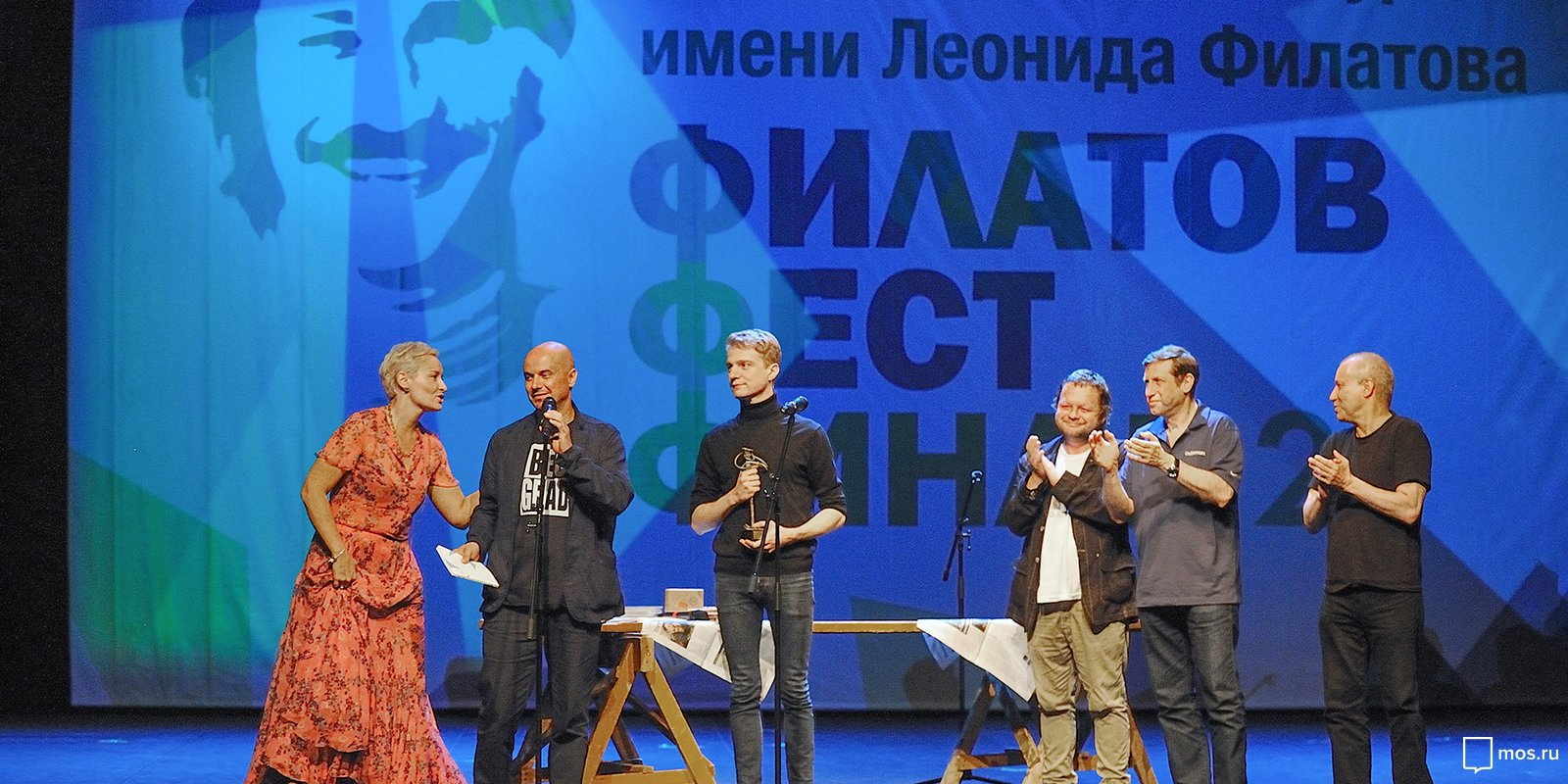
Финал фестиваля «Филатов Фест», 2015 год

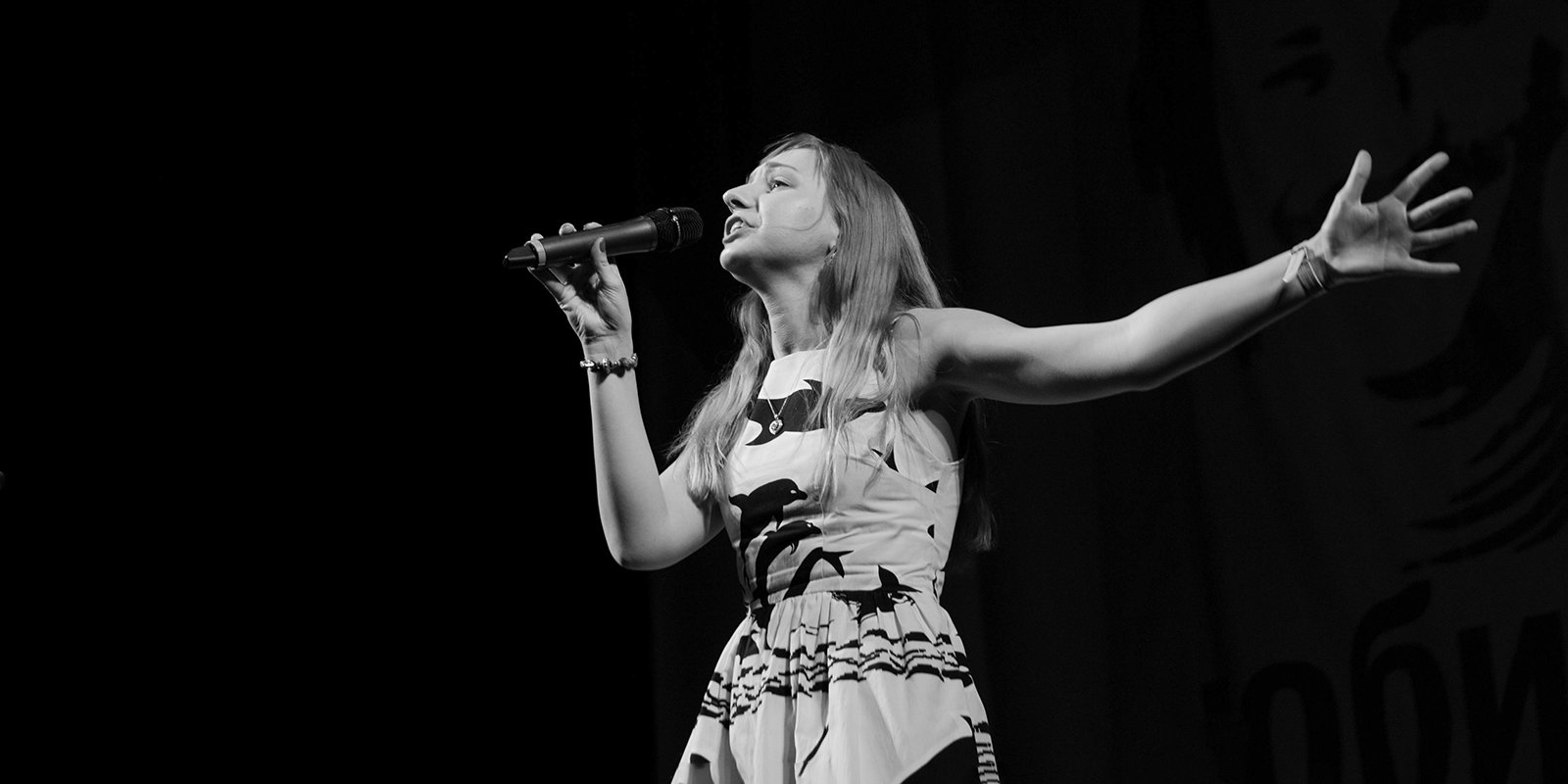
Поэтесса Московского театра поэтов Алёна Синица, 2016 год

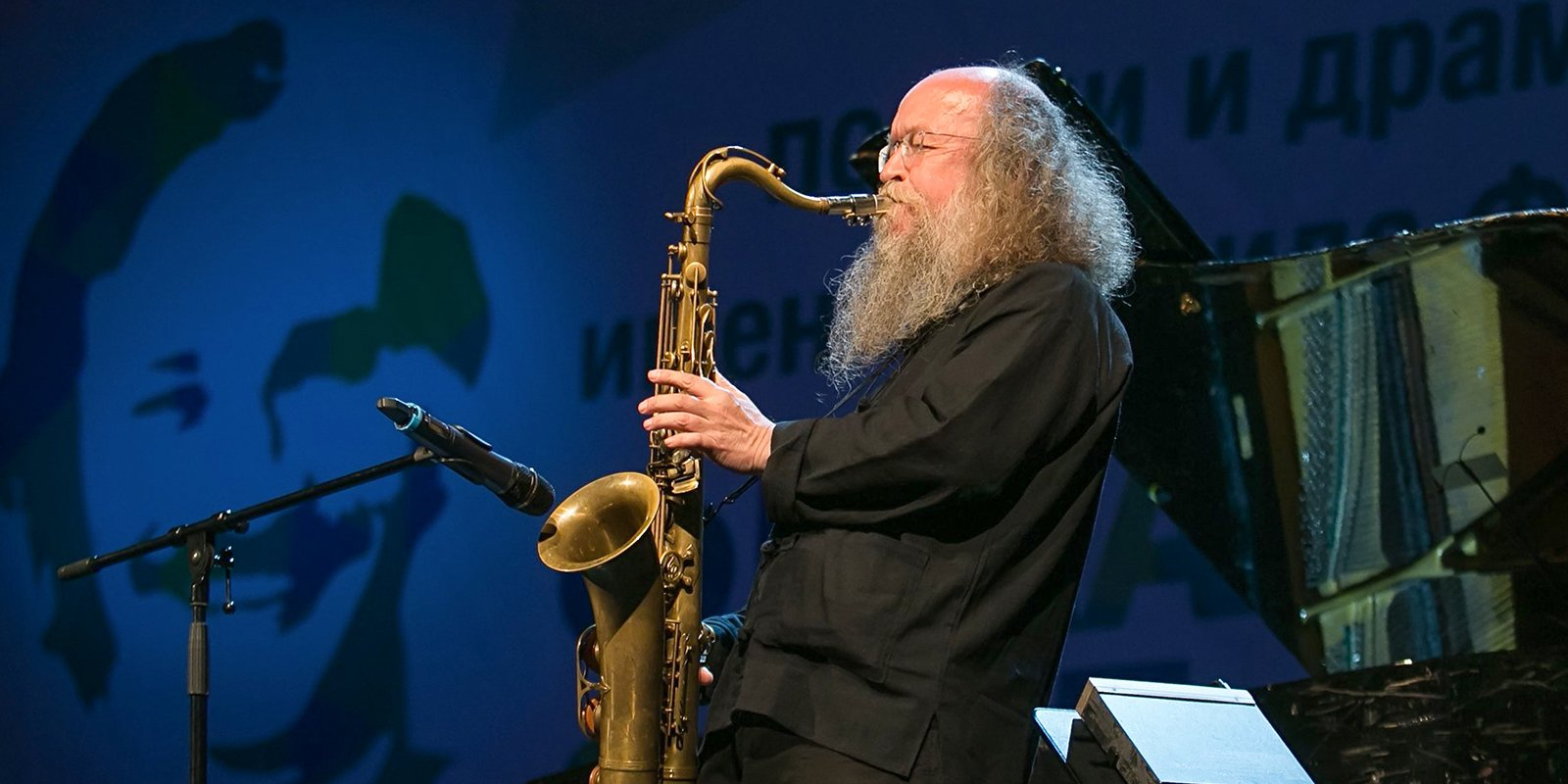
Музыкант Московского театра поэтов Сергей Летов, 2015 год

В 2014 году Владиславом Маленко был учреждён Всероссийский фестиваль молодой поэзии имени Леонида Филатова «Филатов Фест». Участники — молодые люди до 30 лет, продвижением которых занимаются организаторы конкурса. Впервые фестиваль прошёл в 2015-м, после чего финалистов стали приглашать на Всероссийский молодёжный форум «Таврида». Сам театр поэтов с 2015-го принимает участие в его организации. В августе 2016 года форум посетил президент России Владимир Путин и обратил внимание на то, что творчество Московского театра поэтов должны слышать и видеть как можно больше людей в нашей стране и за её пределами.
На 2018 год в репертуаре Театра поэтов четыре спектакля: «Площадь революции, 17», «Контрабасни», «Небо Победы» и «Я маленький». В разное время с коллективом сотрудничали: актёры Валерий Золотухин, Вениамин Смехов, Евгений Стеблов, поэты Евгений Рейн, Всеволод Емелин, режиссёр Эмир Кустурица, музыкант Юрий Шевчук и многие другие. На пятый, юбилейный «Филатов Фест», который состоится в 2019 году, получено около двух тысяч заявок от поэтов из России, стран СНГ, а также из Франции, Австрии, Бельгии, Чехии, США.

### Крупные мероприятия театра
В июне 2015 года Министерством культуры России были организованы гастроли театра в Йошкар-Олу со спектаклем «Сколько времени?». В декабре того же года в петербургском Александрийском театре прошла премьера поэтической мистерии Владислава Маленко о первых послевоенных днях «Репост. 1945», музыку для которой написала группа «Братья Карамазовы». Через год поэты представили премьеру спектакля «Севастополь» по рассказам Льва Толстого с оригинальными зонгами, стихами, а также песнями Алексея Вдовина в авторском исполнении. В октябре 2016-го состоялось официальное открытие Московского театра поэтов, в связи с чем в помещении на Беговой улице прошёл премьерный спектакль «Сколько времени?». А декабре коллектив показал уличный спектакль «Филатки» и совместно с «Первым каналом» открыл мемориальную доску Леониду Филатову.

### Другие мероприятия с участием театра
В июне 2015 года в рамках книжного Фестиваля «Красная площадь» театр дал поэтическое представление, посвящённое 70-летию Победы. В апреле 2016-го при поддержке Департамента культуры города Москвы коллектив показал уличный спектакль «Город поэтов» на фестивале «Библионочь». В том же году на празднике «День Победы» театр организовал двухдневный музыкально-поэтический марафон «Маяки Победы». Во время празднования Дня города Москвы в 2016 году артисты представили серию уличных спектаклей. Осенью 2017-го на XIX Всемирном фестивале молодёжи и студентов театр показал постановку «Площадь революции, 17»: около часа молодые люди рассказывали о своих семьях «в контексте последних 30 лет жизни страны», рассказы чередовались чтением стихов поэтов Серебряного века. В 2018 году труппы театра приняла участие в акции «Бессмертный полк». В 2022 году Московский театр поэтов принял участие в марафоне «Zа Россию» в поддержку нападения России на Украину.

## Персоналии

### Руководство
| Директора - Гела Романовский — директор Московского театра поэтов - Анна Волк — директор Центра драматургии и режиссуры | Художественные руководители и режиссёры - Владимир Панков — художественный руководитель Центра драматургии и режиссуры - Владислав Маленко - Алёна Муратова - Анатолий Белый |

### Труппа
Поэты и актёры
Ниже представлены поэты и актёры, которые сотрудничают с театром.
- Алексей Авданин
- Вероника Айги и проект «Хористки»
- Дмитрий Акимов
- Валерий Александрин
- Антон Аносов
- Александр Антипов
- Таня Арбатская
- Анастасия Баталова
- Вениамин Борисов
- Тая Введенская
- Ольга Гайдук
- Юлия Горбунова
- Мария Гурова
- Алиса Денисова
- Владимир Завикторин
- Алексей Зайцев
- Анна Закис
- Рина Иванова
- Кристина Ирасик
- Сергей Канаев
- Иван Козин
- Полина Корицкая
- Юлия Мамочева
- Анжелика Маркелова
- Никита Мелихов
- Ольга Наумова
- Диана Никифорова
- Люба Правда
- Игорь Родионов
- Александр Савицких
- Виктория Седойкина
- Дарья Сенина
- Алина Серёгина
- Алёна Синица
- Александр Скворцов
- Александр Скуба
- Антон Солодовников
- Елизавета Тузовская
- Мария Тухватулина
- Дарья Храмцова
- Анна Чепенко
- Арина Шульгина
- Яна Юдина

### Другие участники
Ниже представлены другие участники создания постановки, которые сотрудничают с театром.

- Сергей Летов — музыкант
- Антон Подмазов — музыкант
- Елисей Малышкин — архитектор
- Сергей Попов — архитектор
- Анна Панина — сценограф
- Иван Филимонов — художник-оформитель

## Репертуар 2019 года
- «Площадь революции,17», режиссёр Влад Маленко
- «Я маленький», режиссёр Рита Саар
- «Контрабасни», режиссёр Алёна Муратова
- «Небо победы», режиссёр Алёна Муратова[3]
- «Черви», режиссёр Влад Маленко
- «Евгении Онегины», режиссёр Алёна Муратова